# Merengue
Il merengue (pronuncia spagnola: /meˈrenɡe/), in italiano merenghe (AFI: /meˈrɛnɡe/), è una danza caraibica nata nella Repubblica Dominicana intorno alla metà del XVI-XVII secolo. Tuttavia la disputa sulla sua origine resta ancora irrisolta.

## Caratteristiche

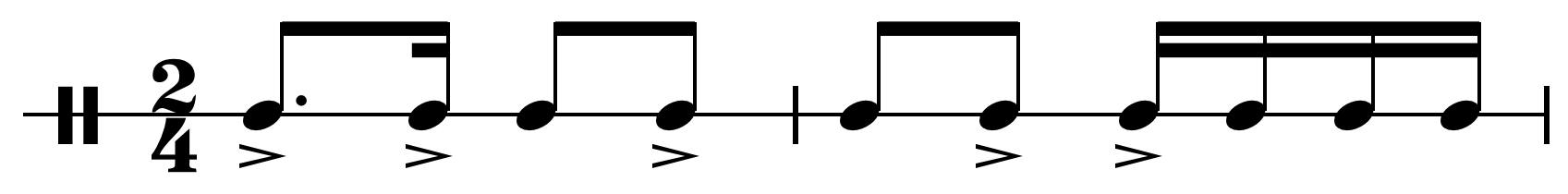
Ritmica tipo del merengue

La struttura musicale ruota attorno agli strumenti a corda e alle percussioni; il ballo invece segue movimenti molto ritmati, per lo più delle spalle e dei piedi, e non è difficile notare le decise influenze africane.
Come in tutte le danze latino-americane la musica è caratterizzata da un ritmo molto veloce (in 24) e sincopato: il primo battito di ogni misura è fortemente accentato e, come in una marcia sul posto, ad ogni battito musicale corrisponde un piccolo passo con trasferimento di peso. Tuttavia, il merengue si distingue dagli altri balli caraibici per il profondo contatto tra i partner che danzano strettamente allacciati in gran parte delle figure, e per un movimento di fianchi e di ginocchia (simile a quello della recente lambada) molto pronunciato. Oltre alle figure base, la tecnica prevede una serie di volteggi semplici ma d'effetto.

## Storia
Il merengue, sia come musica che come ballo, rappresenta una sintesi dei 3 elementi che hanno formato la cultura del paese. Il tipico gruppo musicale di merengue è formato da un suonatore di güira (strumento dei nativi dominicani), uno di tambora (strumento africano) e uno di fisarmonica (strumento europeo).
Il merengue nacque intorno al XVI-XVII secolo d.C. nella Repubblica Dominicana. A dargli vita furono gli schiavi africani che lavoravano nei campi di canne da zucchero, che per scacciare la tristezza e per via delle catene ai piedi, ballavano in modo allegro ma molto sensuale, nonostante i movimenti limitati del corpo.
La parola merengue significa «meringa» (una preparazione dolce a base di albume di uova e zucchero a velo). Infatti si crede che il nome del dolce sia stato associato al ballo proprio per il ritmo sincopato che produce durante la sua preparazione, quando si sbattono uova e zucchero, e anche per via della frenesia, dolcezza e sensualità dei movimenti. Quando il ballo iniziò ad evolversi e ad espandersi tra le classi sociali più degradate, la borghesia e la nobiltà lo classificarono come osceno, volgare ed inappropriato per gente colta come loro; pertanto lo incorniciarono come ballo proibito. Il merengue infatti per quasi tre secoli non fu accettato dalle classi sociali più colte e rimase sconosciuto oltre i confini dominicani.
La sua vera e propria diffusione inizia negli anni '30 del XX secolo, grazie all'incontro con il jazz che determinò la formazione di orchestre più grandi e negli anni '50, con la diffusione del genere latino-americano negli Stati Uniti e in Europa, il merengue conobbe un grandissimo successo: infatti fu uno dei primi balli caraibici ad arrivare in Europa e veniva ballato anche sulla musica del samba e su tutti i ritmi afro-latini dotati di un battito molto accentuato. Alla fine degli anni '80 il merengue si diffuse nelle discoteche, in una forma per la verità più veloce e quasi melodica; il rinnovato successo di questo ballo di coppia, oltre che polarizzare l'attenzione verso i musicisti Juan Luis Guerra, Jossie Esteban, Fernando Villalona e gruppi come la Coco Band, ha stimolato la crescita dell'interesse nei confronti di tutta la musica latino-americana.